# Bustum

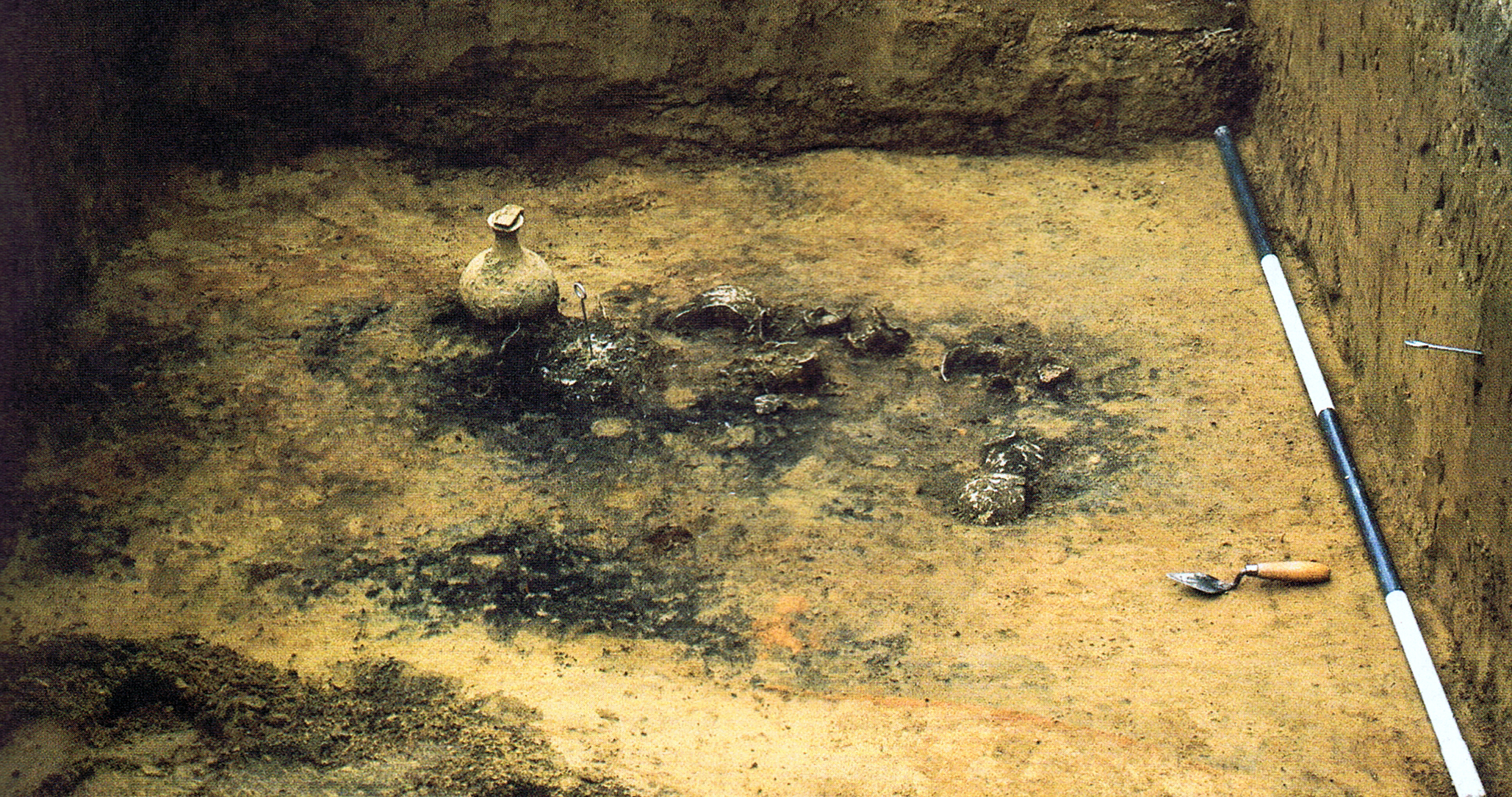
Busto nel cimitero settentrionale di Asciburgium (estate 1984)

Il bustum (dal latino B + ustum, ovvero bruciato bene) rappresentava, nell'antica Roma, il luogo, in genere l'interno di una fossa appositamente scavata all'interno delle aree cimiteriali, dove si svolgeva il rituale della cremazione diretta, così chiamata in quanto coincidente col luogo della sepoltura del defunto.
Il cadavere veniva disteso su di una pira (rogus), costituita da una semplice catasta di legna o da un letto funebre, in modo da facilitare la combustione e la conseguente cremazione del corpo; quando le fiamme si erano spente e le ceneri raffreddate, venivano raccolte e deposte in un'urna cineraria insieme a profumi, unguenti e altri oggetti appartenuti al defunto. I parenti lasciavano anche una moneta, il cosiddetto Obolo di Caronte, il pedaggio da pagare per far traghettare l'anima nell'oltretomba.
L'urna veniva poi sepolta nel terreno del bustum o collocata nelle nicchie circostanti ricavate nelle mura perimetrali, come in un columbarium. La cerimonia terminava col classico Ilicet, abbreviazione della locuzione latina ire licet, ossia è lecito andare, il saluto comunemente usato al termine delle cerimonie funebri.

Le cerimonie funebri potevano essere molto sbrigative per i più poveri, mentre l'esposizione del cadavere poteva protrarsi per giorni se si trattava di un personaggio importante al quale la famiglia dedicava un funerale solenne. Per onorare il defunto si arrivavano anche a sacrificare gli animali che gli erano appartenuti in vita. 

È in questo contesto che, come elevata forma di onoranza, le famiglie più benestanti iniziarono ad ingaggiare prigionieri o schiavi per addestrarli, farli combattere e morire durante le cerimonie funebri; si diffuse così la figura del gladiatore funebre, che assunse il nome di Bustuarius in quanto i suoi combattimenti si svolgevano intorno al bustum.
Negli scavi archeologici delle tombe un bustum viene riconosciuto con relativa semplicità, dato che le pareti della fossa sono annerite o anche in parte ricoperte di mattoni.